# 周灝
周灝，字子純，贵州贵阳人，清朝政治人物，同進士出身。
道光二十五年（1845年）太后七旬乙巳恩科進士，三甲七十五名，历官直隸定興縣、正定縣知縣。